# Danh sách nhân vật trong InuYasha
Danh sách nhân vật trong manga và anime InuYasha. Danh sách này bao gồm cả các nhân vật trong Hanyō no Yasha-Hime.

## Nhân vật chính diện

### InuYasha (Khuyển Dạ Xoa)
Lồng tiếng bởi: Kappei Yamaguchi (tiếng Nhật); Richard Ian Cox (tiếng Anh)
Nhân vật nam chính của truyện. Anh là một bán yêu (nửa người nửa yêu quái), con của một đại yêu quái chó với con gái của một gia đình quý tộc. Anh thừa hưởng Thiết Toái Nha, một thanh gươm làm từ răng của cha mình, có sức mạnh tiêu diệt một trăm kẻ thù sau một lần vung kiếm. Là một bán yêu, anh có sức khỏe hơn người cùng nhiều kỹ năng đặc biệt, nhưng anh sẽ mất tất cả yêu lực và trở thành người bình thường trong đêm trăng non mỗi tháng. Trên cổ anh có đeo một chuỗi hạt, nó sẽ kéo anh đập mặt xuống đất khi Kagome nói câu osuwari (ngồi xuống). Anh đã từng bị nữ pháp sư Kikyo, kiếp trước của Kagome phong ấn mình vào gốc cổ thụ thần thánh suốt 50 năm cho đến khi Kagome xuất hiện và giải ấn cho anh.nhưng trong khi đó có một quái chim cướp ngọc tứ hồn và Kagome (Nhật Mộ Li) đã dùng mũi tên bắn vào con quạ và ngọc tứ hồn bị vỡ ra. Từ đó hành trình của họ đã bắt đầu. trong chuyến đi, giữa Inuysha và Kagome đã nảy sinh tình cảm với nhau và cuối truyện là hai người họ đã kết hôn với nhau.

### Higurashi Kagome (Nhật Mộ Li)
Lồng tiếng bởi: Satsuki Yukino (tiếng Nhật); Moneca Stori (original series, movies, games: tiếng Anh)
Nhân vật nữ chính của truyện. Cô là một nữ sinh trung học 15 tuổi, kiếp sau của Kikyo, một nữ tu (miko) đã chết cách thời điểm Kagome xuất hiện ở quá khứ chừng 550 năm. Vì là kiếp sau của Kikyo nên Kagome có ngoại hình rất giống Kikyo và cũng có năng lực thanh tẩy như Kikyo. Mặc dù cô có khởi đầu khá khó chịu với nhân vật nam chính Inu Yasha, cô dần dần nảy sinh tình cảm với anh và kết quả là cuối truyện hai người đã kết hôn.

### Miroku (Di Lặc)
Lồng tiếng bởi: Kōji Tsujitani (tiếng Nhật); Kirby Morrow (tiếng Anh)
Một pháp sư (法師, hōshi - một cấp bậc thấp của các nhà sư Nhật Bản) đẹp trai, phiêu bạt khắp nơi và kiếm sống bằng nghề đuổi yêu trừ tà. Bàn tay phải anh có một Phong huyệt (Kazaana), tạm hiểu là một "lỗ đen" có thể hút bất cứ thứ gì vào đó và chỉ tạm thời bị ức chế bởi chuỗi hạt trên tay phải của anh. Phong huyệt là một lời nguyền mà Naraku đã phong ấn lên cơ thể ông nội của Miroku (cũng là một nhà sư), nó sẽ di truyền sang cha anh cũng như sang anh và sang con cháu của họ, và chỉ biến mất khi Naraku bị tiêu diệt. Phong huyệt là một vũ khí lợi hại của Miroku, nhưng theo thời gian nó sẽ mở rộng ra và sẽ hút bản thân anh vào trong phong huyệt giống như đã từng xảy ra với cha anh trước kia. Là một nhà sư, đồng thời là một người bạn tốt của Inu Yasha và Kagome, nhưng anh cũng có nhiều thói quen xấu. Anh khá tham lam và thường tìm đủ mọi cách để moi tiền gia chủ mỗi khi làm việc đuổi yêu trừ tà. Đặc biệt, anh cực kì háo sắc và hay tán tỉnh, sàm sỡ phụ nữ. Việc này một phần là do anh cần tìm gấp một người phụ nữ sinh cho anh một đứa con nối dõi tông đường trước khi bị Phong huyệt giết chết, thứ nữa là anh bị tiêm nhiễm những thói xấu này từ người cha nuôi, cũng là một nhà sư. Có điều, anh thật lòng có tình cảm với nhân vật Sango và cuối truyện, sau khi Naraku bị đánh bại, hai người kết hôn và có với nhau ba mặt con.

### Sango (San Hô)
Lồng tiếng bởi: Houko Kuwashima (tiếng Nhật); Kelly Sheridan (tiếng Anh)
Một người diệt yêu (妖怪退治屋, Yokai Taijiya). Cô sinh sống trong một ngôi làng gồm toàn những người làm cùng nghề với mình. Vì muốn cướp đoạt mảnh ngọc Tứ Hồn trong làng của cô, Naraku đã bày mưu giết hại cả làng của Sango, duy chỉ còn cô, em trai Kohaku và cô mèo Kirara là sống sót. Sango đã gia nhập nhóm Inu Yasha để trả thù Naraku và giải thoát người em trai đang bị y khống chế. Về sau Sango nảy sinh tình cảm với Miroku, bằng chứng là cô hay ghen tuông khi Miroku tán tỉnh (hay sàm sỡ) các cô gái khác. Sau khi Naraku bị tiêu diệt, cô kết hôn với Miroku và hai người có ba mặt con.
Sango có mang một vũ khí nổi bật bên mình: một chiếc boomerang tên là Hiraikotsu (飛来骨, Phi Lai Cốt).

### Shippō (Thất Bảo)
Lồng tiếng bởi: Kumiko Watanabe (tiếng Nhật); Jillian Michaels (tiếng Anh)
Một hồ yêu nhỏ tuổi có cha bị giết bởi anh em lôi thú. Inu Yasha và Kagome đã giúp cậu trả thù và sau đó Shippo gia nhập nhóm của họ. Là một hồ yêu, cậu có một số phép thuật đặc trưng của mình thí dụ khả năng biến hình thành người khác, vật khác, khả năng sử dụng phép thuật với các "đồ chơi" của mình, khả năng phóng lửa của hồ yêu. Shippo cũng là một cậu nhóc khá ngây thơ nhưng rất nghịch ngợm, cậu thường tìm đủ mọi cách để chọc phá Inu Yasha.

### Kirara (Vân Mẫu)
Lồng tiếng bởi: Tarako
Cô mèo hai đuôi (猫又, nekomata) dễ thương của Sango, với bộ lông vàng tuyệt vời điểm xuyết những vạch đen trên đuôi và mặt, đôi mắt màu hồng ngọc và bốn chân đen nhỏ nhắn. Tuy nhiên, Kirara có thể biến thành hình dạng một cô mèo răng kiếm khổng lồ mạnh mẽ. Sango và Miroku thường nhờ Kirara chuyên chở khi họ cần đi xa.

## Nhân vật khác

### Kikyo (Cát Cánh)
Lồng tiếng bởi: Noriko Hidaka (tiếng Nhật); Willow Johnson (tiếng Anh)
Kikyo (桔梗, Cát Cánh) là kiếp trước của Kagome và là người yêu của Inu Yasha 50 năm trước. Cô và Inu Yasha bị Naraku hãm hại nên hiểu lầm là cả hai phản bội lẫn nhau, dẫn đến cái chết của Kikyo và việc Inu Yasha bị cô phong ấn. 50 năm sau, cô được một yêu quái hồi sinh và ban đầu định trả thù Inu Yasha, nhưng sau khi nhận ra âm mưu của Naraku, cô đã quyết tâm tìm y để tính sổ món nợ máu 50 năm về trước. Kikyo sau đó đã chết vào chương 465( tập 175 Anime)

### Myoga (Minh Gia)
Lồng tiếng bởi: Kenichi Ogata (tiếng Nhật); Paul Dobson (tiếng Anh)
Ông là một con bọ chét am hiểu sâu sắc cực kỳ, qua các trận chiến, ta thấy được kiến thức của Myoga rất uyên bác tuy nhiên ông cũng là kẻ rất sợ nguy hiểm, nếu có mùi nguy hiểm ông ấy sẽ nhảy sang người của người khác để đảm bảo an toàn, ông rất hám gái và thường cưỡi con quạ đen.

### Tōtōsai (Đao Đao Trai)
Lồng tiếng bởi: Jōji Yanami (tiếng Nhật); Richard Newman (tiếng Anh)
Totosai là thợ rèn kiếm. Ông đã dùng răng của Inu Taishou (cha Inuyasha và Sesshoumaru) rèn ra Thiết Toái Nha và Thiên Sinh Nha.

### Kohaku (Hổ Phách)
Lồng tiếng bởi: Akiko Yajima (tiếng Nhật)
Kohaku (琥珀, Hổ Phách) là một người diệt yêu như chị của cậu, Sango. Naraku đã dùng thủ đoạn để cậu giết chết chị và tất cả Taijiya trong làng. Kohaku được hồi sinh bởi ngọc Tứ Hồn, nhưng bị Naraku điều khiển. Vũ khí của cậu là một chiếc lưỡi hái,có một sợi dây xích lớn nối liền.

### Kaede
Lồng tiếng bởi: Hisako Kyoda (tiếng Nhật); Pam Hyatt (original series, movies, games: tiếng Anh); Linda Darlow (The Final Act: tiếng Anh)
Kaede (楓, Phong) là em gái của Kikyo, bà bị mất một mắt do Kikyo vô ý bắn tên vào trong lúc hai người đang chiến đấu với yêu quái để bảo vệ ngôi làng. Sau 50 năm, Kaede trở thành pháp sư của ngôi làng mà bà sinh sống và được mọi người trong làng gọi là Phụng lão bà bà (kaede-sama). Khi nhìn thấy Kagome, Kaede đã nhận ra cô chính là kiếp sau của chị gái Kikyo đã chết. Bà cũng là người đeo chuỗi hạt (Subjugation Beads) của Kikyo lên cổ Inuyasha và giao cho Kagome quản lý khi Inuyasha nóng nảy.
Trong tập cuối của The Final Act, Kaede sống chung với Rin giữa lúc Sango sinh được một bé trai, bà cũng chỉ dẫn Kagome để trở thành một miko thực thụ.

### Nhóm của Sesshōmaru

#### Sesshōmaru (Sát Sinh Hoàn)
Lồng tiếng bởi: Ken Narita (tiếng Nhật); David Kaye (original series, movies, games: tiếng Anh)
Sesshomaru (殺生丸, Sát Sinh Hoàn) là anh trai cùng cha khác mẹ với Inu Yasha. Sesshomaru là một đại yêu quái như cha mình. Ban đầu, anh là một nhân vật lạnh lùng, tàn nhẫn và rất ghét con người. Inu no Taishou để lại cho anh Thiên Sinh nha, một thanh kiếm có khả năng hồi sinh 100 người sau một lần vung kiếm, nhưng rõ ràng nó không phải là thứ mà anh mong muốn. Vì vậy anh luôn tìm cách cướp đoạt Thiết Toái nha và giết chết người em trai bán yêu của mình. Có điều, về sau, cùng với sự thay đổi phẩm cách của mình, Sesshomaru lại được độc giả đánh giá như một nhân vật chính diện.

#### Jaken (Tà Kiến)
Lồng tiếng bởi: Yuichi Nagashima (tiếng Nhật); Don Brown (tiếng Anh)
Ông rất trung thành với Sesshomaru, ông từng được Sesshomaru cứu sống và được tặng cho Gậy đầu người.

#### Rin (Phong Linh)
Lồng tiếng bởi: Mamiko Noto (tiếng Nhật); Brenna O'Brien (tiếng Anh)
Bề ngoài khoảng 10 tuổi. Cô là một nhân vật đặc biệt ảnh hưởng sâu sắc đến sự chuyển đổi nhân cách của Sesshomaru (Sát Sinh Hoàn). Sau khi chứng kiến gia đình bị giết dã man bởi bọn sơn tặc, Rin trở thành cô bé mồ côi tội nghiệp trầm lặng, nói là được dân làng cưu mang nhưng Rin chỉ được ở trong một cái chòi rách nát cạnh bờ sông thiếu thốn đủ điều. Dù bị dân làng đối xử tàn nhẫn, bị sơn tặc giết hại gia đình, Rin cũng chẳng sinh thù hận dù chỉ một chút, chỉ biết lầm lì và chịu đựng. Đến khi cô gặp Sesshomaru-anh đang trong tình trạng bị thương nặng, cô đã chăm sóc cho anh và điều này đã gây ấn tượng mạnh đến Sesshomaru. Sau khi bị đàn sói của Kouga tấn công (tập 35) cô đã được hồi sinh nhờ Thiên Sinh Nha của Sesshomaru và trở thành một thành viên đặc biệt của nhóm. Trong tập 176, Rin đã chết một lần nữa vì Sesshoumaru cố gắng luyện Thiên Sinh Nha. Trước cái chết của cô, Sesshoumaru đã ôm lấy cô và nói "Không gì xứng đáng để đổi lấy mạng sống của Rin". Sau đó cô được mẫu thân của Sesshoumaru cứu bằng đá minh đạo.Tác giả Rumiko đã khẳng định Rin là người con gái có ảnh hưởng lớn đến Sesshoumaru. Anime Hanyou No Yashahime - kể truyện về hậu duệ của Inuyasha và Sesshoumaru. Trong Hanyou No Yashahime đã khẳng định Rin và Sesshoumaru là cha mẹ của Towa và Setsuna

#### A-Un (A Hồng)
Là thú cưỡi của Sesshoumaru, có hai đầu, có khả năng bay và phun lửa, lai chó và rồng.

### Nhóm của Kouga

#### Kouga (Cương Nha)
Lồng tiếng bởi: Taiki Matsuno (tiếng Nhật); Scott McNeil (tiếng Anh)
Thủ lĩnh bộ tộc yêu sói và là kẻ tuyên bố muốn lấy Kagome làm vợ. Anh là một thủ lĩnh gan dạ, tài giỏi và luôn chăm lo cho đồng tộc của mình, nhưng tính khí đôi khi hơi trẻ con. Kouga có hai mảnh ngọc Tứ Hồn ở chân, điều này giúp anh có thể chạy với tốc độ kinh hồn.

#### Ginta (Ngân Thái) và Hakkaku (Bạch Giác)
Ginta: Hiroyuki Yoshino (tiếng Nhật); Paul Dobson (tiếng Anh)
Hakkaku: Daisuke Kishio (tiếng Nhật); Alistair Abell (tiếng Anh)

#### Ayame
Lồng tiếng bởi: Yumi Kakazu (tiếng Nhật); Natalie Walters (tiếng Anh)
Ayame là cô cháu gái xinh xắn, đáng yêu của tộc trưởng tộc Yêu Sói ở phía Bắc. Khi còn nhỏ, Ayame từng được Kouga cứu sống khỏi sự tấn công của Quái điểu với lời hứa nếu Ayame không thể trụ nổi với áp lực thì anh sẽ lấy cô làm vợ. Một cô gái ngây thơ, trong sáng như Ayame làm sao có thể quên được lời hứa đó nên trong thâm tâm cô luôn tin rằng mình sẽ là vợ Kouga.
Lớn lên Ayame đi tìm Kouga, nhưng chàng sói này lỡ vô tâm quên mất lời hứa trong đêm trăng cầu vồng mà đem lòng thầm thương trộm nhớ Kagome. Cuối cùng, tình yêu mà Ayame dành cho Kouga đã được đền đáp xứng đáng.

### Hachiemon (Bát Vệ Môn)
Lồng tiếng bởi: Toshihiko Nakajima (tiếng Nhật); Terry Klassen (tiếng Anh)
Hachiemon là một con tanuki phục vụ cho Miroku. Hachi không có vũ khí và khả năng chiến đấu nên ông thường làm phương tiện di chuyển vì ông có thể bay được khi biến thành một quả bầu vàng khổng lồ.

### Jinenji
Lồng tiếng bởi: Hisao Egawa (tiếng Nhật); Michael Dobson (tiếng Anh)
Jinenji (地 念 児, Jinenji) là một bán yêu sống trong một túp lều với mẹ con người của mình. Họ cùng nhau trồng nhiều loại cây thuốc, trong đó có một số loại được biết đến với khả năng chống lại chất độc cực mạnh. Anh ta được nhìn thấy lần đầu tiên khi Kirara bị nhiễm độc bởi chướng khí của Naraku và Inuyasha và Kagome đi đến làng để tìm cách chữa trị. Vì dòng máu quỷ của anh, dân làng nghi ngờ anh giết người, tuy Jinenji là một người khổng lồ hiền lành nhưng lại sợ hãi con người vì cách họ đối xử với anh. Anh ấy nảy sinh tình cảm với Kagome, người đối xử tử tế với anh ấy và không hề sợ hãi trước vẻ ngoài của anh ấy. Bị con người xa lánh và lạm dụng trong thời thơ ấu của mình như một nửa quỷ, Inuyasha cố gắng thuyết phục Jinenji rằng anh ta cần phải mạnh mẽ hơn đối với dân làng, đặc biệt là sau khi anh ta giải cứu họ khỏi con quỷ thực sự đã gây ra vụ giết người. Cuối cùng, Jinenji quyết định tiếp tục cách tiếp cận nhẹ nhàng hơn của mình, đưa các loại thảo mộc chữa bệnh cho những người đàn ông bị thương trong cuộc tấn công của quỷ. Giống như Inuyasha, Jinenji trở thành con người hoàn toàn mỗi tháng một lần. Trong một lần như vậy trong anime, Rin đến thăm nhà anh để tìm kiếm phương pháp chữa trị tương tự để chữa lành cho Jaken, người đã bị trúng độc bởi ong bắp cày của Naraku trong khi bảo vệ cô. Vào cuối The Final Act, Jinenji dạy Kagome về các loại thảo mộc và y học như một phần trong quá trình đào tạo để cô trở thành một nữ tu sĩ hoàn chỉnh.

### Shiori
Lồng tiếng bởi: Kaori Mizuhashi (tiếng Nhật); Nicole Bouma (tiếng Anh)
Shiori (紫 織, Shiori) là một bán yêu được sinh ra từ một người mẹ là con người tên là Shizu và một người cha là quỷ dơi tên là Tsukuyomaru, người đã chết khi cô còn là một đứa trẻ sơ sinh; bị giết bởi chính cha mình trong máu lạnh. Cô đã giúp cho Tetsusaiga của Inuyasha khả năng hữu ích để vượt qua các kết giới của quỷ, và thậm chí là của Naraku trong một thời gian, sau khi anh cứu cô khỏi sự kìm kẹp của ông nội cô.  Mười bốn năm sau, trong Yashahime: Princess Half-Demon, Shiori tuổi teen trở thành thủ lĩnh của bộ tộc nửa quỷ đồng loại mà cô đã bảo vệ trong một kết giới vững chắc do chính cô tạo ra. Sau đó, cô kết bạn với Setsuna trẻ tuổi, cảm thấy rằng cô gái nửa người nửa chó bị ràng buộc bởi một số phận rất kỳ lạ.

### Inukimi
Bà là mẫu thân của Sesshoumaru, bà rất khả ái và lạnh lùng. Bà khá giống con trai mình, cùng là những đại yêu quái khuyển nên tất nhiên bà cũng có dạng yêu quái là một con chó trắng khổng lồ. Còn khi ở trong hình dáng con người, bà mặc một bộ kimono rất đẹp màu xanh da trời pha tím thêu những con bướm màu trắng khắp thân áo và hai tay luôn quàng một túm lông hai đuôi màu trắng dài. Đặc biệt, bà trông rất trẻ trung và mang nét đẹp quý phái với đôi mắt màu vàng, mái tóc màu bạch kim, mặc dù có thể là bà lớn tuổi gấp...bốn lần Sesshomaru. Bà cũng là người giữ viên đá Minh Đạo, thứ sau này giúp Sesshoumaru mở đường đến Minh giới để luyện tuyệt kỹ Minh Đạo Tàn Nguyệt Phá.

### Tōga - Inu no Taishō (Khuyển Đại tướng)
Lồng tiếng bởi: Akio Otsuka (tiếng Nhật); Don Brown (tiếng Anh)
Tōga (闘牙 (Đấu Nha)), còn được gọi là Inu no Taishō (犬の船長 (Khuyển Thuyền Trường) Khuyển Đại tướng) là chúa tể của yêu quái cai trị Tây Vực, ông là phụ thân của Sesshōmaru và Inuyasha, có hai người vợ. Tên thật của ông không được nêu rõ trong cả manga và anime, bản thân tác giả Takahashi Rumiko cũng không cho biết chuyện này, "Inu no Taisho" thực ra chỉ là tên gọi thông dụng mà các độc giả đặt cho ông, nhằm thể hiện tước vị của nhân vật này, khuôn mặt của ông cũng do các nhà làm phim sáng tạo ra dựa trên gợi ý của tác giả. Inu no Taisho có khả năng hấp thụ sức mạnh của đối phương, ông cũng sở hữu hai thanh kiếm là Thiết Toái Nha và Thiên Sinh Nha. Nhưng theo movie 3 thì ông sở hữu đến 3 bảo kiếm là Thiết Toái Nha, Thiên Sinh Nha và Tùng Vân Nha. Trong đó, Thiết Toái Nha được làm từ răng của ông và giao cho Inuyasha, thanh kiếm được bao phủ bởi một kết giới ngăn cản những yêu quái có ác cảm với con người động vào, vì vậy Sesshomaru không chạm tay vào được. Còn Thiên Sinh Nha thì giao cho Sesshomaru, thanh kiếm cũng được làm từ răng của ông. Theo lời kể của Myoga, Inu no Taisho chết sau khi phong ấn Ryūkotsusei.

### Izayoi
Lồng tiếng bởi: Kikuko Inoue (tiếng Nhật); Alaina Burnett (tiếng Anh)
Izayoi (十六夜, Thập Lục Dạ) là người con gái của một nhà quý tộc. Sắc đẹp "nghiêng nước nghiêng thành" của bà nằm ngay ở chính cái tên: Buổi đêm thứ mười sáu, trăng tròn đầy và viên mãn nhất, thể hiện bà là một bậc đại mỹ nhân làm xiêu lòng bất cứ anh hùng hào kiệt nào. Vị tướng đã từng yêu bà là Takemaru xứ Setsuna (sau này thì cũng đã bị chính Takemaru giết hại nhưng đã được Inu no Taisho sử dụng Thiên Sinh Nha hồi sinh cho bà), nhưng bà đã đem lòng yêu Inu no Taisho và là mẹ của Inuyasha. Bà là người phụ nữ duy nhất trong cả manga và anime khoác lên bộ y phục Junihitoe - bộ kimono phức tạp tinh xảo được xem là đẳng cấp và quý phái nhất chỉ dành cho những phụ nữ vương quyền quý tộc. Rất ít thông tin cho biết về gia đình, tuổi tác hoặc thậm chí cái chết của bà. Theo lời kể của Inuyasha thì bà đã qua đời "cách đây khá lâu" và cái chết của người mẹ "không phải do lỗi của bà ấy". Khi sinh ra Inuyasha, bà bị mọi người khinh rẻ vì đã sinh ra một bán yêu; bao khó khăn, đau khổ mà bà phải gánh chịu đã tạo nên một góc tối trong khuôn mặt cũng như trong tâm hồn của Izayoi. Sau khi bà chết, Inuyasha được thừa hưởng chiếc áo khoác Chuột lửa từ mẹ mình (được làm từ lông của yêu quái chuột lửa huyền thoại Hinezumi).

### Hosenki (Bảo Tiên Quỷ)
Hosenki (宝 仙 鬼, Hōsenki) là một con quỷ hàu nuôi nhiều loại ngọc phép thuật. Anh đã tạo ra viên ngọc trai đen trong mắt phải của Inuyasha để Sesshomaru có thể đến mộ của cha mình và cố gắng đánh cắp Tetsusaiga, thanh kiếm mà cha anh đã để lại cho Inuyasha. Cần trở lại thế giới khác trong phần sau của bộ truyện, nhóm của Inuyasha tìm kiếm Hosenki, nhưng được biết rằng anh ta đã chết và đứa con trai trùng tên của anh ta vẫn chưa thể tạo ra những viên đá quý. Anh ta nói với Inuyasha rằng anh ta phải đợi một trăm năm trước khi có thể tạo ra những viên đá quý. Họ tìm thấy một con đường khác để đến thế giới khác, nơi họ tìm thấy Hosenki đã chết đang ngồi giữa những mảnh xương của cơ thể của Tướng quân Chó. Tuy nhiên, anh ta đã bị biến chất bởi một mảnh vỡ của Shikon Jewel đã bị nhiễm độc và tấn công Inuyasha. Sau khi Naraku lấy lại mảnh vỡ của mình, Hosenki trở lại bình thường và chỉ cho Inuyasha sử dụng "Kim cương thương phá", một đòn tấn công có được nhờ lòng trung thành của Inuyasha với bạn bè và không có lòng tham.

## Nhân vật phản diện

### Naraku (Nại Lạc)
Lồng tiếng bởi: Hiroshi Yanaka, Toshiyuki Morikawa (tiếng Nhật); Paul Dobson (tiếng Anh)
Nhân vật phản diện chính của câu chuyện. Naraku có nguồn gốc là một tên cướp mang tên Nhện quỷ (Onigumo) được Kikyo cứu sống. Nhện quỷ yêu Kikyo ngay từ hôm đó, đến mức y sẵn sàng cho các yêu quái nhập vào cơ thể mình để y có sức mạnh và có được Kikyo. Nhện quỷ cùng các yêu quái đó trở thành bán yêu Naraku và Nhện quỷ là trái tim con người trong y. Có điều, Naraku luôn tìm cách vứt bỏ Nhện quỷ cũng như tình cảm với Kikyo, mục tiêu duy nhất của y là cướp đoạt viên ngọc Tứ Hồn và y sẵn sàng làm bất cứ việc gì bỉ ổi để có được nó. Đó cũng là lý do Naraku muốn vứt bỏ tình cảm với Kikyo, cốt để y không bị phân tâm khi làm việc này. Nhưng sau cùng, thật ra Naraku mong muốn viên ngọc Tứ Hồn chẳng qua là vì y muốn có được tình yêu của Kikyo, giống như ước mơ của Nhện quỷ.
Là một bán yêu như Inu Yasha, nhưng Naraku có thể tự do chọn lựa thời điểm y mất yêu lực theo ý muốn. Và vì, Naraku được tạo thành từ hàng ngàn yêu quái, y cũng có khả năng hấp thu cơ thể của một yêu quái khác cũng như loại bỏ những phần cơ thể thừa thãi. Y cũng có thể tạo ra các thuộc hạ từ những mảnh cơ thể của chính mình.

### Các phân thân của Naraku

#### Kagura (Lạc Thần)
Kagura (神楽, Lạc Thần) là phân thân thứ hai của Naraku. Cô là một người phụ nữ với cây quạt thần. Cô mặc dù là phân thân của Naraku, cô luôn khát khao được tự do nhưng luôn bị Naraku cầm tù bằng cách giữ trái tim của cô. Cây quạt của cô có thể điều khiển các xác chết và gió. Gần cuối truyện, Kagura được Naraku trả lại tim nhưng bị Naraku đâm bằng các xúc tu có chướng khí vì hành động phản bội của cô. Kagura chết vì vết thương quá nhiều chướng khí. Trước lúc chết, cô vô tình được gặp lại Sesshoumaru lần cuối nhưng ngay cả anh cũng không thể cứu cô bằng Thiên Sinh Nha. Nhưng cô đã mỉm cười hạnh phúc và nói: 'Ta là gió, một cơn gió tự do'. Sau đó cô trở thành cát bụi rồi biến thành cơn gió tự do bay đi khắp nơi.

#### Kanna (Vô Thần)
Kanna (神無, Vô Thần) là phân thân đầu tiên của Naraku, cô có vẻ ngoài là một cô bé khoảng 10 tuổi với trang phục màu trắng vô hồn, đáng thương, khuôn mặt lạnh, không có cảm xúc, trên tay luôn cầm chiếc gương Đoạt Hồn. Kanna rất trung thành, chỉ biết nghe và thực hiện lệnh nên Naraku thường giao nhiều nhiệm vụ quan trọng cho cô thực hiện. Cuối chương 146, Naraku xác nhận Kanna là "chị cả" của toàn bộ các phân thân của Naraku và cũng là phân thân sống lâu nhất. Gương Đoạt Hồn của Kanna như là một quả cầu pha lê có khả năng nhìn thấy bất cứ thứ gì, có thể hút linh hồn của người khác, qua đó khống chế những người này. Chiếc gương cũng có khả năng đánh bật các đòn tấn công của đối thủ. Tuy Kanna không có cảm xúc nhưng ẩn sâu trong tiềm thức của Kanna, cô rất yêu quý và quan tâm đến Kagura. Cô sẵn sàng làm theo lời của Naraku một cách không tự chủ thậm chí cho đến lúc chết. Nhưng do động tâm vì hành động của nhóm bạn Inuyasha và sau cái chết của Kagura, nên trước lúc chết, Kanna đã bắn một mảnh vỡ vào mắt Kagome rồi tiết lộ rằng điểm sáng nằm trong mảnh ngọc Tứ Hồn của Naraku chính là tử huyệt của hắn ta.

#### Goshinki (Quỷ Ngộ Tâm)
Goshinki có khả năng đọc được suy nghĩ của người khác. Hắn ta rất to và mạnh, hàm răng bén đến mức có thể cắn gãy Thiết Toái Nha gây khó khăn cho Inuyasha, chỉ đến khi Inyasha biến hình thành 1 yêu quái khát máu thì mới có thể tiêu diệt được hắn. Sau khi chết, răng của Goshinki được rèn thành thanh kiếm Nanh Quỷ do Sesshoumaru sử dụng.

#### Juromaru và Kageromaru
Juromaru và Kageromaru là 2 phân thân có tốc độ đến chóng mặt của Naraku. Nếu Juromaru có hình dạng bình thường của một con người thì Kageromaru lại có hình dạng cực kì quái dị: càng của bò cạp, thân thì của rắn, đầu là của con người. Kageromaru chính là anh của Juromaru. Kageromaru sống trong dạ dày của Juromaru nên trước khi thả Juromaru ra, Naraku hay bịt miệng của hắn để tránh Kageromaru thoát ra. Juromaru câm và hành động như một gã đười ươi nhưng hắn chỉ nghe lời của Kageromaru, thậm chí ngay cả Naraku cũng không khống chế được bọn chúng. Chúng là những kẻ khát máu thích ăn thịt người nên do lâu ngày bị Naraku giam cầm, sau khi thả ra là chúng sẽ tìm những thức ăn di động đầu tiên nhìn thấy. Nhưng chúng chưa làm gì thì đã bị Inuyasha và Kouga hợp sức giết chết.

#### Musou
Là trái tim con người của Nhện Quỷ. Được tách ra từ Naraku, và không hề có gương mặt sau đó hắn đã gặp và giết chết 1 pháp sư để cướp lấy gương mặt và tên của pháp sư đó, nhưng sau cùng Musou đã bị Naraku hấp thụ vào lại.

#### Akago (Xích Tử)
Mang hình dáng của 1 đứa bé sơ sinh, hắn được sinh từ ra trái tim con người mà Naraku vứt bỏ ở Bạch Linh Sơn, Akago có khả năng nhìn thấu tâm can và khống chế người khác. Hắn dùng khả năng này để đi tìm ranh giới giữa dương gian và âm gian, nơi có mảnh Ngọc Tứ Hồn cuối cùng. Trong lúc đang cố gắng nhìn thấu linh hồn của pháp sư Shinsen, hắn đã bị pháp sư dùng chút pháp lực cuối cùng trước khi chết xẻ ra làm đôi. Một trong 2 phần thân sau này biến thành Hakudoshi, tuy nhiên Akago không hề chết đi trái lại còn phục hồi hình dạng ban đầu và đã tạo nên 1 yêu quái tên Moryomaru, Akago ẩn thân trong cơ thể Moryomaru sau đó chuyên đi hấp thụ những yêu quái khác để gia tăng sức mạnh và xem đây là bộ giáp của bản thân, do nhận thấy Naraku chỉ là 1 vỏ bọc của bản thân và mình là trái tim nên Akago đã lên kế hoạch cùng Hakudoshi phản lại để thay thế Naraku, tuy nhiên cuối cùng đã bị chính Naraku hấp thụ.

#### Hakudoshi (Bạch Đồng Tử)
Là phần thân bị xẻ đôi thứ 2 của Akago, Hakudoshi mang hình dạng là 1 đứa trẻ 12-13 tuổi có khả năng đọc được suy nghĩ của người khác, hắn ta cưỡi trên con yêu mã Entei và liên kết với Naraku, giúp Naraku thoát ra từ ranh giới âm gian và dương gian, là 1 mối liên kết chặt chẽ với Naraku. Tuy nhiên do tham vọng thay thế Naraku quá lớn nên đã bị Naraku bỏ rơi và bị hút vào hang gió của Miroku.

#### Byakuya (Bạch Dạ Mộng Ảo)
Là phân thân thứ chín và cũng là phân thân cuối cùng của Naraku, được tạo ra để thay thế Kagura.

### Magatsuhi
Phần xấu của Ngọc Tứ Hồn. Bị tiêu diệt bởi thanh Thiên Sinh Nha của Sesshoumaru.

### Ryūkotsusei (Long Cốt Tinh)
Ryūkotsusei (竜骨精, Long Cốt Tinh) là một yêu quái rồng màu xám, có lớp da cực kì rắn chắc và trên trán có một khuôn mặt với khả năng phun ra quả cầu năng lượng khổng lồ. Ryūkotsusei được Naraku giải phong ấn sau khi bị Inu no Taishou (cha của Inuyasha) phong ấn 250 năm. Ryūkotsusei bị tiêu diệt bởi tuyệt chiêu "Bộc Lưu Phá" của Inuyasha, đây cũng là lần đầu tiên Inuyasha thực hiện tuyệt chiêu này.

### Entei (Viêm Đế)
Là con yêu mã ngày chạy ngàn dặm, có bờm và chân được bao phủ bởi lửa hoả diệm không bao giờ tắt. Entei có khả năng bay chạy rất nhanh, đặc biệt Entei tự lựa chọn chủ nhân cho mình. Con quỷ Rengokuki đã tiêu diệt hết tất cả các đối thủ để được Entei lựa chọn, cả hai tác oai tác quái phá hoại khắp nơi. Trong trận chiến kéo dài 3 ngày 3 đêm, Entei và Rengokuki bị pháp sư Shinsen phong ấn. Sau khi pháp sư Shinsen bị Kagura và Akago giết chết, phong ấn đã bị giải, Entei và Rengokuki được giải thoát. Tuy nhiên khi Bạch Đồng Tử xuất hiện, Entei đã từ bỏ Rengokuki, Rengokuki sau đó bị Bạch Đồng Tử giết chết và trở thành chủ nhân mới của Entei.

### Moryomaru
Được Akago tạo ra từ phách của con người, Moryomaru được xem là áo giáp của Akago, sau cùng đã bị Naraku tiêu diệt.

### Thất Nhân Bang (Bảy Vong Hồn)
Bảy Vong Hồn (七人隊, Shichinintai) gồm bảy người lính đánh thuê, lúc sống họ cực kì tàn ác và sát hại rất nhiều sinh linh. Nhưng họ đã bị mắc bẫy của lãnh chúa và bị xử trảm. họ được hồi sinh nhờ các mảnh ngọc Tứ Hồn của Naraku và trở thành vong hồn. Sau khi sống lại, Bảy Vong Hồn làm theo mệnh lệnh của Naraku. Bảy người có những vũ khí và khả năng riêng biệt.

#### Kyokotsu
Lồng tiếng bởi: Daisuke Gōri (tiếng Nhật); Mark Gibbon (tiếng Anh)
Kyokotsu (凶骨, Kyōkotsu, Cốt Khổng Lồ - Hung Cốt) là vong hồn trong Bảy Vong Hồn xuất hiện đầu tiên. Tuy là con người nhưng Kyokotsu lại biến thành quỷ nhờ mảnh ngọc Tứ Hồn. Sau đó, Kyokotsu bị Koga tiêu diệt.

#### Jakotsu
Lồng tiếng bởi: Ai Orikasa (tiếng Nhật); Jenn Forgie (tiếng Anh)
Jakotsu (蛇骨, Cốt Rắn - Xà Cốt) rất trung thành và có tình cảm sâu nặng với Bankotsu (thủ lĩnh của Bảy Vong Hồn). Trong lần gặp đầu tiên, Jakotsu đã thích Inuyasha. Vũ khí của Jakotsu là một thanh kiếm khi chém ra tạo thành nhiều lưỡi kiếm nối lại với nhau như một con rắn, có thể thay đổi hướng đi tùy ý, gây khó khăn cho đối thủ. Sau khi bị Inuyasha đánh bị thương nặng, Renkotsu đã lấy mảnh ngọc của Jakotsu làm cậu hoá thành bộ xương. Tuy đáng sợ nhưng thực ra cậu ta rất ngây thơ và hơi biến thái.

#### Mukotsu
Lồng tiếng bởi: Tetsu Inada (tiếng Nhật); Trevor Devall (tiếng Anh)
Mukotsu (霧骨, Cốt Sương Mù - Vu Cốt) là vong hồn trong Bảy Vong Hồn, là kẻ chuyên sản xuất và dùng độc dược làm vũ khí. Mukotsu được xem là sát thủ yếu nhất trong Bảy Vong Hồn, sau này bị Sesshōmaru tiêu diệt. Hắn rất xấu xí và dâm đãng.
Renkotsu
Lồng tiếng bởi: Tomokazu Sugita (tiếng Nhật); Brian Drummond (tiếng Anh)
Renkotsu (煉骨, Cốt Nung - Luyện Cốt) là vong hồn trong Bảy Vong Hồn nhưng lại có ý định phản bội Bankotsu đại ca bằng cách thu thập các mảnh ngọc Tứ Hồn. Sau khi bị phát hiện, hắn bị Bankotsu giết. Vũ khí của Renkotsu là một hồ lô đựng dầu để hắn ngậm và phun ra lửa, một khẩu pháo và dây thép lửa.

#### Ginkotsu
Lồng tiếng bởi: Hisao Egawa (tiếng Nhật); Mark Gibbon (tiếng Anh)
Ginkotsu (銀骨, Cốt Bạc - Ngân Cốt) là vong hồn con người được đặt trong một cỗ máy thuộc nhóm Bảy Vong Hồn, cơ thể hắn được Renkotsu tạo ra với nhiều vũ khí khác nhau như lưỡi cưa, dây thép, súng thần công... Sau khi bị Inuyasha đả bại và gần như bị tiêu diệt, Ginkotsu được Renkotsu lão huynh tái tạo lại với hình dạng giống như một chiếc xe thần công. Sau này trong trận chiến trên Bạch Linh Sơn, Ginkotsu tự hủy để chết cùng Koga nhưng Koga không chết, mảnh ngọc Tứ Hồn của hắn rơi vào tay Renkotsu.

#### Suikotsu
Lồng tiếng bởi: Hiroaki Hirata (tiếng Nhật); Michael Donovan (tiếng Anh)
Suikotsu (睡骨, Cốt Ngủ - Thụy Cốt) là một vong hồn có hai nhân cách: lương thiện và tà ác cùng tồn tại song song trong một cơ thể. Sau khi được hồi sinh, mặt tốt của Suikotsu thức tỉnh giúp anh trở thành một thầy thuốc hiền lành và lương thiện. Nhưng Renkotsu và Jakotsu đã làm mặt tốt của anh bị mặt ác đàn áp làm anh trở thành một vong hồn tà ác. Khi bị Sesshōmaru và Kikyo đánh bại, Suikotsu yêu cầu được chết trong hòa bình, anh nhờ Kikyo lấy mảnh ngọc tứ hồn trên cổ nhưng cô lưỡng lự và Jakotsu đã nhanh tay lấy mảnh ngọc đi.

#### Bankotsu
Lồng tiếng bởi: Takeshi Kusao (tiếng Nhật); Matt Hill (tiếng Anh)
Bankotsu (蛮骨, Cốt Ác - Man Cốt) là thủ lĩnh của Bảy Vong Hồn, cũng là thành viên mạnh nhất nhóm, anh rất quan tâm đến các thành viên trong nhóm. Vũ khí của Bankotsu là một thanh kiếm tên Banryu (蛮竜), nó đã giết được 1000 yêu quái và 1000 lãnh chúa để có được sức mạnh từ yêu khí phát ra do sự oán hận của những oan hồn chết dưới lưỡi kiếm này. Sau một cuộc chiến với Inuyasha, Banryu đã bị nứt; Kanna đã chỉ cho anh biết cách tăng sức mạnh và làm liền viết nứt cho thanh kiếm bằng hai mảnh ngọc Tứ Hồn của Kagome mà Renkotsu đã cướp. Khi nhóm Inuyasha đến núi Bạch Linh Sơn (Hakurei), Bankotsu đã giết và lấy các mảnh ngọc của Renkotsu vì hắn đã phản bội nhóm. Bankotsu là thành viên cuối cùng trong Bảy Vong Hồn còn sống, nhưng anh cũng bị đánh bại bởi Bộc Lưu Phá của Inuyasha.

## Nhân vật hiện đại

### Gia đình của Kagome

#### Mẹ
Mẹ của Kagome là 1 người phụ nữ tóc đen ngắn hơi xoăn, khoảng 30-35 tuổi. Tác giả không đề cập bà làm nghề gì cũng như đến chồng bà (bố của Kagome). Bà là người mẹ hiền lành, đảm đang, nấu ăn rất ngon và rất thương con. Tuy không thường xuyên xuất hiện nhưng bà cho thấy mình rất tâm lý. Bà không hề thắc mắc hay tỏ ra khó chịu khi Kagome đề cập về thời Chiến quốc, hay khi Inu Yasha đến tìm Kagome...

#### Higurashi Sota
Sota Higurashi (日暮草太, Nhật Mộ Thảo Thái) là em trai của Kagome, đang học cấp 1. Cậu là một người hồn nhiên, trong sáng, tốt bụng, nghịch ngợm. Sota luôn sẵn sàng giúp đỡ khi chị mình lâm vào khó khăn hay nguy hiểm, dù cậu còn bé. Sota có một cô bạn gái tên là Hitomi.
Trong phần 3, Sota nhận nuôi Towa (bị lạc từ thời Chiến Quốc với Setsuna) và sống chung với vợ là Moe có con gái ruột là Mei sống ở khu chung cư.

#### Ông
Ông của Kagome là 1 pháp sư, khoảng 70 tuổi, canh giữ ngôi đền cổ của dòng họ gia đình Kagome truyền lại (bao gồm cây thần và giếng cạn - nơi Kagome dùng để ra vào thời Chiến quốc). Ông thường hay khoe mẽ, bịa chuyện về các năng lực và bảo bối trấn yêu do dòng họ truyền lại cho mình tuy hầu hết đó chỉ là đồ "dỏm", nhưng trong tập anime "Mặt nạ ăn thịt người", khi bị chiếc mặt nạ ở nhà kho tấn công, ông đã sử dụng nước thánh để tưới lên người và dùng bùa chú dán hết khắp khuôn mặt khiến cho chiếc mặt nạ không thể ăn thịt được mình, chứng tỏ cũng có vài bảo bối của ông thật sự có hiệu quả chứ không phải chỉ là nói đùa. Ông là người đầu tiên kể cho Kagome về truyền thuyết Ngọc tứ hồn.
Cũng như mẹ của Kagome, ông của cô là 1 người rất thương yêu cháu mình, tốt bụng và hiền lành. Ông thường bịa một cách quá đáng với bạn bè của Kagome rằng cô hay bị "thương hàn", "tiểu đường", "thấp khớp",.... mỗi khi Kagome vắng mặt trên lớp để quay về thời Chiến quốc, và điều đó làm Kagome nổi cáu, nhưng nó cho thấy ông hoàn toàn ủng hộ mọi hành động của cháu gái mình.

### Bạn bè của Kagome

#### Yuka, Ayumi và Eri
Đây là 3 người bạn thân học cùng lớp với Kagome. Tuy Kagome ít khi đi học nhưng mỗi khi gặp lại cô họ rất hạnh phúc và thường lao đến ôm hôn, nắm tay, hỏi thăm về bệnh tình của Kagome. Họ còn rất để ý và cho rằng Kagome đang "phải lòng 1 chàng trai" khi cô nhớ đến Inu Yasha và thường xuyên thở dài. Họ cũng hay thường xuyên gọi điện cho Kagome mặc dù hầu hết ông của cô là người nghe máy. Tuy xuất hiện khá ít nhưng ta có thể thấy Kagome có ba người bạn rất tuyệt vời và quan tâm đến mình.

#### Hojo
Hojo là hot boy cùng lớp của Kagome với vẻ ngoài cao ráo và đẹp trai. Cậu rất thích Kagome tuy đây chỉ là tình đơn phương. Cậu thường xuyên quan tâm đến cô và tặng cho cô những món quà để giúp cô "chữa bệnh". Cậu cũng hay rủ cô đi hẹn hò và mặc dù thường bị cho leo cây nhưng Hojo vẫn không hề giận hay trách móc Kagome. Trong 1 buổi hẹn hò mà Kagome đồng ý đi, khi thấy Kagome lơ đễnh với mình, cậu vẫn quan tâm và nói với cô đầy biết ơn rằng "đừng gắng gượng quá nhé, cậu đang đau bệnh nhưng vẫn đi hẹn hò với mình có phải không".

## Nhân vật từHanyō no Yasha-Hime

### Towa Higurashi
Bài chi tiết:
Lồng tiếng bởi: Sara Matsumoto (tiếng Nhật), Erica Mendez (tiếng Việt)
Towa Higurashi (日暮とわ Higurashi Towa) là con gái lớn của Sesshōmaru và chị gái sinh đôi của Setsuna. Bằng cách nào đó, cô đã được đưa đến thời đại hiện đại thông qua sức mạnh của Cây thời đại khi cô mới bốn tuổi. Cô đã nhận được nơi trú ẩn từ vợ chồng  Sōta Higurashi (em trai Kagome Higurashi). Cô được đoàn tụ với em gái Setsuna sau mười năm trong thời hiện đại. Cô cầm thanh kiếm Kikujūmonji (掬十文字? lit. "Chrysanthemum Cross Sword") và mang Ngọc trai cầu vồng bạc bên trong mắt trái của cô. Khi thanh kiếm của cô bị phá vỡ, cô có khả năng giải phóng sức mạnh ma quỷ của mình để tạo thành năng lượng ma quỷ của mình vào lưỡi kiếm còn lại. Sau đó, cô học cách hấp thụ năng lượng ma quỷ của kẻ thù để trao quyền cho bản thân và có khả năng giải phóng cuộc tấn công cá nhân Sōryūha (蒼竜破-Thương Long Phá) của cha cô.

### Setsuna
Bài chi tiết:
Lồng tiếng bởi: Mikako Komatsu (tiếng Nhật), Kira Buckland (tiếng Việt)
Setsuna (せ つ な?) là một sát thủ bán yêu làm việc dưới quyền của Kohaku. Cô bị chia cắt với chị gái sinh đôi Towa khi cả hai mới bốn tuổi nhưng đã được đoàn tụ với cô sau khi du hành đến tương lai với người em họ Moroha của cô. Cô ấy có vẻ khó tin Towa thực sự là chị gái của mình, vì cô ấy đã mất tất cả ký ức về quá khứ của mình, mà theo Moroha, là do ảnh hưởng của một con bướm trong mơ (Hồ mộng điệp) khiến cô ấy không thể ngủ hoặc mơ. Cô ấy sử dụng naginata Kanemitsu no Tomoe (兼 光 の 巴?), Các đòn tấn công là Toàn Phong Trận và Đàn Én Lượn, và giữ Ngọc cầu vồng vàng bên trong mắt phải của mình. Máu quỷ của cô cũng có thể tạo ra một chất độc cực mạnh khó kiểm soát và cô đã bị Miroku phong ấn để chứa nó.

### Moroha
Lồng tiếng bởi: Azusa Tadokoro (tiếng Nhật), Morgan Berry (tiếng Việt)
Moroha (も ろ は?) là con gái của Inuyasha và Kagome Higurashi, một thợ săn tiền thưởng tứ quỷ được biết đến với biệt danh "Kẻ trừ yêu Moroha" (化 け 殺 し の も ろ は Bake-goroshi no Moroha?) Giết quỷ và bán các bộ phận của chúng cho những kẻ giết quỷ khác, có lẽ để họ có thể chế tạo vũ khí và áo giáp từ chúng. Ngoài khả năng sử dụng các đòn tấn công bằng móng vuốt của cha mình và trừ quỷ như mẹ mình, cô ấy còn sử dụng thanh kiếm yêu quái Kurikaramaru (倶 利伽羅.? Lit. "Công cụ kể chuyện cổ tích có lợi") và mang theo Ngọc cầu vồng đỏ mà cô ấy đã lấy trộm từ xác chết của quỷ Tokotsu. Đáng thương thay, Moroha biết rất ít về cha mẹ của mình vì họ đã gửi cô cho Hachiemon chăm sóc vì sự an toàn của bản thân khi cô còn là một đứa trẻ sơ sinh. Cô ấy có thể biết người chị họ Setsuna của mình thông qua các giao dịch kinh doanh của cô ấy với những kẻ giết quỷ. Sau đó, nó được tiết lộ rằng cô ấy đã được gửi đi vì sự an toàn của chính mình theo lệnh của mẹ cô ấy Kagome.

### Kin'u and Gyokuto
Lồng tiếng bởi: Aya Gomazuru (Kin'u), Hitomi Ueda (Gyokuto) (tiếng Nhật), Jillian Michaels (The Final Act), Jackie Lastra (Kin'u), Michelle Marie (Gyokuto) (tiếng Việt)
Kin'u (金 鳥 Kinu?) &: Gyokuto (玉 兎?) là hai cô con gái sinh đôi giống hệt nhau của Miroku và Sango và chị gái của Hisui, xuất hiện ở cuối bộ truyện gốc. Trong Princess Half-Demon, họ xuất hiện với tư cách là phụ nữ trẻ.

### Hisui
Lồng tiếng bởi: Takehiro Urao, Larissa Tago Takeda (as baby) (tiếng Nhật), Aleks Le, Michelle Marie (as baby) (tiếng Việt)
Hisui (翡翠?) là con trai duy nhất của Miroku và Sango và là con út trong ba người con của họ, xuất hiện lần đầu ở cuối bộ truyện gốc khi còn nhỏ. Trong Yashahime: Princess Half-Demon, anh ấy bây giờ là một thanh niên đã bắt đầu giết quỷ và thừa kế Phi Lai Cốt từ mẹ của mình.

### Takechiyo
Lồng tiếng bởi: Ai Fairouz (tiếng Nhật), Ryan Bartley (tiếng Việt)
Takechiyo (竹 千代 Takechiyo?) là một tanuki trẻ phục vụ dưới quyền của đại lí xác chết Juybei. Anh ta cũng đưa các Công chúa nửa quỷ đến những nơi đủ để thu lợi nhuận.

### Mei Higurashi
Lồng tiếng bởi: Haruka Terui (tiếng Nhật), Xanthe Huynh (tiếng Việt)
Mei Higurashi (日暮 芽 衣 Higurashi Mei?) là con gái của Sota và Moe Higurashi, em gái nuôi của Towa và cháu gái của Kagome Higurashi, đồng thời là em họ của Moroha.

### Moe Higurashi
Lồng tiếng bởi: Eriko Matsui (tiếng Nhật), Erika Harlacher (tiếng Việt)
Moe Higurashi (日暮 萌 Higurashi Moe?) là vợ của Sota và mẹ của Mei Higurashi, mẹ nuôi của Towa và là dì ngoại của Moroha.

### Kirinmaru
Lồng tiếng bởi: Yoshimasa Hosoya (tiếng Nhật), Crispin Freeman (tiếng Việt)
Kirinmaru (麒麟 丸?) Là một con quỷ cổ đại và là chủ nhân của bộ Tứ Quỷ (四凶 lit. Four Perils?) Cai trị các vùng đất phía đông mà sức mạnh của nó là đối thủ của cha Inuyasha và Sesshomaru, người cai trị vùng đất phía tây của Nhật Bản. Với cái chết của đối thủ và việc Sesshomaru từ chối đảm nhận vị trí của cha mình, sự hiện diện của Kirinmaru mở rộng ra toàn quốc, khiến Cây Thời Đại tranh thủ sự giúp đỡ của Towa, Setsuna và Moroha và kết hợp sức mạnh để tiêu diệt anh ta vì mục đích tốt đẹp.

### Kyūki
Lồng tiếng bởi: Toa Yukinari (tiếng Nhật), Dawn M. Bennett (tiếng Việt)
Kyūki (窮 奇?) là một trong những Tứ Quỷ, một con quỷ hổ có cánh sở hữu Ngọc cầu vồng màu tím. Cô bị đánh bại bởi Towa và Riku đánh cắp ngọc trai của cô khi cô chết.

### Riku
Lồng tiếng bởi: Jun Fukuyama (Japanese); Zach Aguilar (English)
Riku (理 玖?) là chủ nhân bí ẩn của Jyubei và Takechiyo, người có ý định lấy cả bảy viên ngọc trai Cầu vồng cho riêng mình. Anh ấy mang Ngọc cầu vồng xanh trên một chiếc bông tai đặt ở tai trái của mình. Sau đó, anh ta lấy Ngọc cầu vồng màu tím từ cơ thể đang phân hủy của Kyuki.

### Jyūbei
Lồng tiếng bởi: Tsuyoshi Koyama
Jyūbei (獣兵衛) là chủ cửa hàng buôn bán xác sống chuyên bán tiền thưởng cho yêu quái. Moroha hiện đang sống dưới cửa hàng của Jyūbei để trả một khoản nợ rất lớn

### Tōkotsu
Lồng tiếng bởi: Taro Kiuchi
Tōkotsu (檮杌) là một trong những tay sai hàng đầu của Kirinmaru, bộ Tứ Quỷ, người đã được lãnh chúa và chủ nhân của mình trao cho Ngọc cầu vồng huyền bí màu đỏ để phát triển và khuếch đại khả năng cũng như sức mạnh của mình lên rất nhiều. Cuối cùng anh ta đã bị đánh và bị giết bởi một đối thủ vô danh, nhưng đã bị đánh cắp Ngọc trai đỏ của anh ta bởi thợ săn tiền thưởng Moroha, người giữ làm của riêng cho cô ấy. Con trai lớn của ông, Jakotsumaru, sau đó đã cố gắng hồi sinh ông bằng cách tích tụ xương đỏ. Nhờ sự can thiệp của Towa và Setsuna, Moroha đã có thể làm vết thương xác chết đã hồi sinh của Tokotsu bằng bộ móng vuốt đã được tăng cường của mình sau khi cô bôi máu của người ông quá cố Toga lên môi mình từ chiếc vỏ sò đựng phấn tô môi được trao cho bà nội quá cố của cô là bà Izayoi.

### Jakotsumaru
Lồng tiếng bởi: Yūko Sanpei (tiếng Nhật), Marianne Miller (tiếng Việt)
Jakotsumaru (若骨丸) là con trai thiếu niên của ác quỷ to lớn Tokotsu, người mà anh ta muốn hồi sinh bằng cách cho anh ta đủ xương đỏ từ người phàm và ác quỷ. Anh ta bị đánh và giết bởi Moroha, người có sức mạnh được khuếch đại bởi sức mạnh của bà nội quá cố là bà Izayoi chứa đầy máu quỷ của ông nội Toga đã qua đời của cô. Trước khi chết, anh đã rất kinh ngạc không biết làm thế nào mà Moroha, một con quỷ lại có thể sở hữu được sức mạnh tâm linh. Sau đó Myoga đã giải thích về việc Moroha là con gái của nữ tu sĩ cấp cao, kiếp sau của Kikyo, Kagome Higurashi.

### Konton
Lồng tiếng bởi: Hiroki Yasumoto
Konton (渾沌) là một trong những tay sai hàng đầu của Kirinmaru trong bộ Tứ Quỷ. Anh là người theo dõi thứ ba gặp gỡ các Công chúa nửa quỷ tiên tri và mong muốn họ bị tiêu diệt sau cái chết của thành viên của Tứ Quỷ, Kyuki. Anh ta đã khuất phục được một con quỷ rùa mạnh mẽ và cướp đi chiếc vỏ bọc thép không thể phá vỡ của anh ta, nhờ đó anh ta đúc thành một bộ áo giáp với phép thuật Tao và nanh mạnh mẽ của mình. Cuối cùng, anh ta đã gửi nhà hiền triết Nikosen sau Towa, Setsuna và Moroha, để anh ta có thể lấy được Ngọc Cầu Vồng của họ nhưng không thành công. Theo dõi toàn bộ trận chiến từ bên trong hang ổ mới của mình, anh rất vui khi biết rằng nửa quỷ có một điểm yếu quan trọng: Mặt Trăng Mới. Một vài tuần sau, anh ta đã giết được con chuột sắt và tìm thấy chiếc chìa khóa mà quỷ sói Yawaragi đang tìm cách sử dụng làm đòn bẩy để chiến đấu và giết chết học trò của mình, Moroha. Khi Moroha lần đầu tiên sử dụng kỹ thuật Crimson Backlash Wave đặc biệt, Konton gần như bị tiêu diệt nhưng đã sử dụng Ngọc Cầu Vồng màu xanh lam để tạo ra một lá chắn.  Konton sau đó đã sử dụng một cái bẫy trường tám cực mạnh, yêu cầu một con quỷ khác đóng vai trò là tâm điểm, đó là Totetsu. Trong khi Totetsu chiến đấu với Moroha, Konton đang bóp méo không gian xung quanh Towa và Setsuna khỏi khu vực mà anh ta đang kiểm soát. Anh ta sớm bị phát hiện bởi các cuộc tấn công kết hợp của cặp song sinh, và sử dụng Ngọc Cầu Vồng màu xanh lam để triệu hồi một yêu tinh để chiến đấu với Towa và Setsuna. Anh ấy đã tiết lộ một chút về hai trong số bảy Viên ngọc cầu vồng mà họ đang ở trong mắt họ, và rằng chủ nhân của anh ấy có mối liên hệ trực tiếp với Mộng Điệp. Anh ta đã sớm bị giết bởi chính tạo vật của mình, chỉ còn lại thi thể không đầu.

### Tōtetsu
Lồng tiếng bởi: Hiroshi Shirokuma
Totetsu (饕餮) là thuộc hạ cuối cùng của Kirinmaru, bộ Tứ Quỷ, xuất hiện. Anh ta khá khổng lồ với những chiếc răng nanh sắc nhọn và hơi thở mạnh mẽ có thể hút hầu hết mọi thứ vào miệng tương tự như Đường hầm gió của Miroku. Vì vậy, anh ta có một sự thèm ăn vô độ, chủ yếu muốn ăn thịt những người như linh mục / nhà sư vào một miếng. Towa mô tả anh ta như một chân không mạnh mẽ. Anh ta sở hữu viên ngọc thứ bảy và cuối cùng trong số Ngọc cầu vồng huyền bí, viên màu cam mà anh ta nói chuyện cùng. Sau khi tự mình ăn nó, hơi thở của anh ta mạnh mẽ phát ra lửa trái ngược với không khí mạnh. Anh ta chạy trốn để tìm kiếm sự trợ giúp từ lãnh chúa và chủ nhân của mình, người rời khỏi nơi trú ẩn của hang ổ tàu của anh ta và ra lệnh cho anh ta rời đi. Vài tuần sau, Totetsu xuất hiện vào một đêm không trăng khác để tấn công Towa, người đã trở thành người phàm và do đó bất lực trước anh ta. Sau đó, anh phải đối mặt với Riku, người đã mắng mỏ anh vì đã làm gián đoạn "buổi hẹn hò" của anh với Towa. Sau khi Towa lấy lại sức mạnh của mình khi ánh sáng ban ngày xuất hiện, anh ta cố gắng trốn thoát một lần nữa thì Riku thực hiện một cuộc tấn công lén lút vào Tōtetsu, chặt đầu và giết chết anh ta rồi Riku đánh cắp Ngọc cầu vồng màu cam của anh ta và Moroha lấy đầu của anh ta để thu tiền thưởng của riêng cô.

### Zero
Lồng tiếng bởi: Maaya Sakamoto
Zero (是露) là chị gái của Kirinmaru. Cô ấy đặc biệt ghê tởm tất cả con người và nửa quỷ. Vì vậy, cô mong muốn hai đứa con gái song sinh của Sesshomaru ra đi kể từ khi một lời tiên tri được báo trước bởi Ngọc Tứ Hồn trước khi nó bị hủy diệt, dự đoán sự sụp đổ của em trai cô dưới bàn tay của một sinh vật không phải là con người cũng như quỷ, và một thực thể bất khả thi vượt qua chính thời gian; cụ thể là chính Cây thiêng của các Thời đại. Cô đã ra lệnh cho một con quỷ lửa tên là Homura đốt cháy khu rừng nơi Towa và Setsuna bốn tuổi đang sống để đảm bảo cái chết của họ. Cô ấy là người đã tạo ra Ngọc cầu vồng huyền bí, những viên ngọc trai được tạo ra bởi điều ước mà cô ấy đã thực hiện với Ngọc Tứ Hồn, viên ngọc được ban cho bằng cách hiện thực hóa nỗi đau khổ của cô ấy thành bảy viên ngọc trai từ những giọt nước mắt đau khổ và hối hận sau khi biết cái chết của Sesshomaru và bố của Inuyasha. Cô ấy dường như muốn con gái sinh đôi của Sesshomaru và Rin và con gái của Inuyasha và Kagome, Moroha, đi nhiều hơn Kirinmaru vì chính cô ấy đã nói với em trai mình rằng anh ta phải giết hai con gái sinh đôi của Sesshomaru cho cô ấy.